# Anomalon menlongelum
Anomalon menlongelum är en stekelart som beskrevs av Wang 1982. Anomalon menlongelum ingår i släktet Anomalon och familjen brokparasitsteklar. Inga underarter finns listade i Catalogue of Life.